# 韓暢
韓暢（？—？），字遂生，江蘇蘇州府長洲縣人，清朝政治人物。

## 生平
韓暢少孤力學，是乾隆三十六年（1771年）辛卯恩科三甲第四名進士。五十七年（1792年）任清江縣知縣。